# Средно-Село (Варненська область)
Сре́дно-Се́ло (болг. Средно село) — село у Варненській області Болгарії. Входить до складу общини Ветрино.

## Населення
За даними перепису населення 2011 року у селі проживали 53 особи, з них 35 осіб (97,2%) — болгари.
Розподіл населення за віком у 2011 році:
Динаміка населення: